# Thomas Carr (Regisseur)
Thomas Howard Carr (* 4. Juli 1907 in Philadelphia, Pennsylvania, USA; † 23. April 1997 in Ventura, Kalifornien, USA) war ein US-amerikanischer Schauspieler und Regisseur.

## Leben
Thomas Carr wurde in eine Schauspielerfamilie geboren. Sein Vater war der Schauspieler William Carr, seine Mutter die Schauspielerin Mary Carr geb. Kennevan.
Auch Thomas Carr wurde Schauspieler. Erstmals vor der Kamera stand er mit 5 Jahren 1912 für den Kurzfilm Buster’s Dream. Bis 1938 trat er in über 30 Produktionen auf, meist in Nebenrollen und vielfach ohne Credit.
Bei Republic Pictures wurde er Dialogregisseur. 1945 erhielt er vom Studio die Gelegenheit, selber Regie zu führen. Im Low-Budget-Bereich inszenierte er vorwiegend Western. Auch im Bereich der Serials betätigte er sich. So war er für Jesse James reitet wieder und Im Netz der Schwarzen Spinne verantwortlich. Ab ca. 1950 wandte sich Carr dem Medium Fernsehen zu. Auch hier arbeitete er vorwiegend im Westerngenre.
1968 zog sich Thomas Carr vom Filmgeschäft zurück. Er starb am 23. April 1997 im Alter von 89 Jahren.

## Filmografie (Auswahl)
Regisseur
- 1945: Santa Fe Saddlemates
- 1947: Jesse James reitet wieder (Jesse James Rides Again)
- 1948: Im Netz der Schwarzen Spinne (Superman)
- 1948: Congo Bill
- 1950: Gauner, Gangster, schöne Mädchen (The Daltons’ Women)
- 1950: Harte Männer aus Wildwest (Hostile Country)
- 1950: Banditenjäger (Crooked River)
- 1952–1958: Superman – Retter in der Not (Adventures of Superman ) – Fernsehserie, 38 Folgen
- 1953: Der scharlachrote Kapitän (Captain Scarlett)
- 1953: Morgen wirst du gekillt, Johnny (Rebel City)
- 1953: Sie ritten in die Nacht (The Star of Texas)
- 1953: Der Rächer von Mexiko City (The Fighting Lawman)
- 1953: Topeka
- 1954: Der Rächer von Montana (Bitter Creek)
- 1954: Goldräuber von Oklahoma (The Fourty-Niners)
- 1954: Der graue Reiter (The Desperado)
- 1954–1955: Lassie – Fernsehserie, 3 Folgen
- 1954–1955: Täter unbekannt (The Lineup) – Fernsehserie, 3 Folgen
- 1956: Lockende Versuchung (Friendly Persuasion) (Regisseur der Second Unit)
- 1957: Der große Fremde (The Tall Stranger)
- 1957: Dino – der Bandit (Dino)
- 1958: Johnny schießt nur links (Gunsmoke in Tucson)
- 1958–1960: Josh (Wanted: Dead or Alive) – Fernsehserie, 26 Folgen
- 1959: Kampf ohne Gnade (Cast a Long Shadow)
- 1959–1960: Richard Diamond, Privatdetektiv (Richard Diamond, Private Detective) – Fernsehserie, 16 Folgen
- 1959–1962: Am Fuß der blauen Berge (Laramie) – Fernsehserie, 5 Folgen
- 1961: Heute Abend Dick Powell (The Dick Powell Show) – Fernsehserie, 1 Folge
- 1961: Bonanza – Fernsehserie, 2 Folgen
- 1961–1962: Kein Fall für FBI (The Detectives) – Fernsehserie, 3 Folgen
- 1962–1965: Tausend Meilen Staub (Rawhide) – Fernsehserie, 28 Folgen
- 1963: Rauchende Colts (Gunsmoke) – Fernsehserie, 1 Folge
- 1964: Daniel Boone – Fernsehserie, 3 Folgen
- 1965: Der Mann ohne Namen (A Man Called Shenandoah) – Fernsehserie, 1 Folge
- 1966: Privatdetektivin Honey West (Honey West) – Fernsehserie, 3 Folgen
- 1966–1967: Die Leute von der Shiloh Ranch (The Virginian) – Fernsehserie, 3 Folgen
- 1967: Die Vier vom Amazonas (Sullivan’s Empire)
- 1967–1968: Die Spur des Jim Sonnett (The Guns of Will Sonnett) – Fernsehserie, 4 Folgen

Schauspieler
- 1912: Buster’s Dream (Kurzfilm)
- 1924: Das eiserne Pferd (The Iron Horse)
- 1925: Zu Hilfe, Fred! (The Wild Bull’s Lair)
- 1927: Flügel aus Stahl (Wings)
- 1930: Höllenflieger (Hell’s Angels)
- 1935: Der Verräter (The Informer)
- 1936: Der Pflug und die Sterne (The Plough and the Stars)
- 1937: Feuer über Irland (Parnell)
- 1938: Flash Gordon’s Trip to Mars
- 1938: Zu heiß zum Anfassen (Too Hot to Handle)
- 1939: Stunde Null (Zero Hour)
- 1939: Ein Cowboy in New York (Wall Street Cowboy)
- 1952: Korea (One Minute to Zero)
- 1954: Goldräuber von Oklahoma (The Fourty-Niners)